# نادعلی (دعا)
نادعلی دعایی است مرتبط با ولایت علی بن ابی طالب که به دو صورت نادعلی صغیر و نادعلی کبیر روایت شده‌است.
بنا بر برخی روایات در جریان جنگ احد این متن توسط جبرئیل بر پیامبر اسلام وحی شده است
متن ناد علی صغیر 
نَادِ عَلِيّاً مَظْهَرَ الْعَجَائِبِ، تَجِدْهُ عَوْناً لَكَ فِي النَّوَائِبِ، كُلُّ هَمٍّ وَ غَمٍّ سَيَنْجَلِي، بِنُبُوَّتِکَ یا مُحَمَّد، بِوَلايَتِكَ يَا عَلِيُّ 
ناد علی صغیر اعتبار کمتری دارد اما به طور گسترده در اشعار و تاریخ ادبیات فارسی به کار برده شده

## ناد علی کبیر
بِسمِ اللهِ الرَّحمن الرَّحیم
نَادِ عَلِيّاً مَظْهَرَ الْعَجَائِبِ تَجِدْهُ عَوْناً لَكَ فِي النَّوَائِبِ
لِي إِلَى اللهِ حَاجَتِي وَ عَلَيْهِ مُعَوَّلِي كُلَّمَا رَمْيَتُهُ وَ رَمَيْتَ مُقْتَضَی كُلِّ هَمٍّ وَ غَمٍّ
سَيَنْجَلِي بِعَظَمَتِكَ يَا اللهُ وَ بِنُبُوَّتِكَ يَا مُحَمَّدُ صَلَّى اللهُ عَلَيْهِ وَ آلِهِ وَ سَلَّمَ وَ بِوَلَايَتِكَ يَا عَلِيُّ يَا عَلِيُّ يَا عَلِيُّ
أَدْرِكْنِي بِحَقِّ لُطْفِكَ الْخَفِيِّ، اللهُ أَكْبَرُ اللهُ أَكْبَرُ اللهُ أَكْبَرُ أَنَا مِنْ شَرِّ أَعْدَائِكَ بَرِي‌ءٌ بَرِي‌ءٌ بَرِي‌ءٌ
اللهُ صَمَدِي بِحَقِّ إِيَّاكَ نَعْبُدُ وَ إِيَّاكَ نَسْتَعِينُ يَا أَبَا الْغَيْثِ أَغِثْنِي يَا عَلِيُّ أَدْرِكْنِي
يَا قَاهِرَ الْعَدُوِّ وَ يَا وَالِيَ الْوَلِيِّ يَا مَظْهَرَ الْعَجَائِبِ يَا مُرْتَضَى عَلِيُّ
يَا قَهَّارُ تَقَهَّرْتَ بِالْقَهْرِ وَ الْقَهْرُ فِي قَهْرِ قَهْرِكَ يَا قَهَّارُ يَا ذَا الْبَطْشِ الشَّدِيدِ
أَنْتَ الْقَاهِرُ الْجَبَّارُ الْمُهْلِكُ الْمُنْتَقِمُ الْقَوِيُّ وَ الَّذِي لَا يُطَاقُ انْتِقَامُهُ
وَ أُفَوِّضُ أَمْرِي إِلَى اللهِ إِنَّ اللهَ بَصِيرٌ بِالْعِبَادِ وَ إِلَهُكُمْ إِلَهٌ وَاحِدٌ لَا إِلَهَ إِلَّا هُوَ الرَّحْمَنُ الرَّحِيمُ
حَسْبِيَ اللهُ وَ نِعْمَ الْوَكِيلُ نِعْمَ الْمَوْلَى وَ نِعْمَ النَّصِيرُ يَا غِيَاثَ الْمُسْتَغِيثِينَ أَغِثْنِي يَا رَاحِمَ الْمَسَاكِينِ ارْحَمْنِي
أَدْرِكْنِي يَا عَلِيُّ وَ أَدْرِكْنِي يَا عَلِيُّ أَدْرِكْنِي يَا عَلِيُّ أَدْرِكْنِي بِرَحْمَتِكَ يَا أَرْحَمَ الرَّاحِمِينَ